# Heteromeringia aethiopica
Heteromeringia aethiopica är en tvåvingeart som beskrevs av Verbeke 1968. Heteromeringia aethiopica ingår i släktet Heteromeringia och familjen träflugor. Inga underarter finns listade i Catalogue of Life.